# Peña (Familienname)
Peña (spanisch; deutsch „Fels, Freundeskreis, Stammtisch, Verein“), de Peña oder de la Peña ist ein spanischer Familienname.

## Namensträger

### A
- Adriana Peña (* 1964), uruguayische Politikerin
- Aketza Peña (* 1981), spanischer Radrennfahrer
- Alejandro Peña (Fußballspieler, 1949)  (Alejandro Peña Gallegos; * 1949), mexikanischer Fußballspieler
- Alejandro Peña (Baseballspieler) (Alejandro Peña Vásquez; * 1959), dominikanischer Baseballspieler
- Alejandro Peña (Alejandro Agustín Peña Montero; * 1989), uruguayischer Fußballspieler, siehe Agustín Peña
- Alejandro Peña Esclusa (* 1954), venezolanischer Politiker
- Alfonso Sánchez Peña (1913–1997), katholischer Bischof
- Álvaro Peña (Tennisspieler) (* um 1940), kolumbianischer Tennisspieler
- Álvaro Peña (Fußballspieler, 1965) (* 1965), bolivianischer Fußballspieler
- Álvaro Peña (Fußballspieler, 1989) (* 1989), uruguayischer Fußballspieler
- Álvaro Peña (Fußballspieler, 1991) (* 1991), spanischer Fußballspieler
- Álvaro Peña-Rojas (* 1943), chilenischer Sänger und Songwriter
- Ana Paula de la Peña (* 1988), mexikanische Tennisspielerin
- Andrés Vargas Peña (* 1946), mexikanischer Geistlicher, Bischof von Xochimilco
- Ángel Sandoval Peña (1871–1941), bolivianischer Anwalt und Politiker
- Angelo Peña (* 1994), dominikanisch-schweizerischer Boxsportler
- Aníbal de Peña (1933–2023), dominikanischer Sänger, Pianist und Komponist
- Antoni Peña (* 1970), spanischer Marathonläufer
- Antonio Peña (Wrestler) (1953–2006), mexikanischer Wrestler
- Antonio Peña Pico, spanischer Name von Antoni Peña (* 1970), spanischer Marathonläufer
- Ariel Peña (* 1989), dominikanischer Baseballspieler
- Agustín Peña (Alejandro Agustín Peña Montero; * 1989), uruguayischer Fußballspieler

### B
- Bernarda Jiménez Peña (1923–2006), spanische Flamenco-Sängerin, siehe Fernanda de Utrera
- Brahian Peña (* 1994), dominikanisch-schweizerischer Hürdenläufer

### C
- Candela Peña (* 1973), spanische Schauspielerin
- Carlos Peña (Fußballspieler, 1943) (* 1943), kolumbianischer Fußballspieler und -trainer
- Carlos Peña (Fußballspieler, 1983) (* 1983), spanischer Fußballspieler
- Carlos Peña (* 1978), dominikanischer Baseballspieler
- Carlos Peña González (* 1959), chilenischer Jurist und Hochschullehrer
- Carlos Alberto Peña (* 1990), mexikanischer Fußballspieler
- Caupolicán Peña (* 1930), chilenischer Fußballspieler und -trainer
- César David Adolfo Ham Peña (* 1973), honduranischer Politiker

### D
- David Peña Dorantes (* 1969), spanischer Flamencomusiker
- Diosmely Peña (* 1985), kubanische Leichtathletin

### E
- Edgar Peña Parra (* 1960), venezolanischer Geistlicher, Kurienerzbischof
- Eduardo De la Peña (* 1955), uruguayischer Fußballspieler
- Edwin de la Peña y Angot (* 1954), philippinischer Geistlicher, Prälat von Marawi
- Elizabeth Peña (1959–2014), US-amerikanische Schauspielerin
- Enrique Peña (Leichtathlet) (* 1942), kolumbianischer Geher
- Enrique Peña Nieto (* 1966), mexikanischer Politiker (PRI), Präsident der Republik 2012–2018
- Enrique Peña Zauner (* 2000), venezolanisch-deutscher Fußballspieler
- Enrique Peña (Tennisspieler, 1971) (* 1971), kolumbianischer Tennisspieler
- Enrique Peña (Tennisspieler, 2004) (* 2004), kolumbianischer Tennisspieler
- Ernesto Peña (* 1978), kubanischer Ringer
- Ernesto de la Peña (1927–2012), mexikanischer Schriftsteller
- Esteban Peña Morell (1894–1938), dominikanischer Komponist
- Eduardo Picher Peña (1920–2002), peruanischer römisch-katholischer Geistlicher, Militärerzbischof von Peru

### F
- Fabián Ruiz Peña (* 1996), spanischer Fußballspieler, siehe Fabián (Fußballspieler)
- Federico Peña (* 1947), US-amerikanischer Politiker
- Feliciano Peña (1915–1982), mexikanischer Künstler
- Félix Peña (* 1990), dominikanischer Baseballspieler
- Fernanda Jiménez Peña, siehe Fernanda de Utrera
- Fernando Peña (1963–2009), argentinischer Comedian
- Florencia Peña (* 1974), argentinische Schauspielerin, Humoristin und Fernsehmoderatorin
- Francisco Peña Romero (* 1978), spanischer Fußballspieler

### G
- Gemmenne de la Peña (* 1992), US-amerikanische Schauspielerin
- Gustavo Peña (1941–2021), mexikanischer Fußballspieler

### H
- Héctor Cubillos Peña (* 1949), kolumbianischer Geistlicher, Bischof von Zipaquirá
- Héctor Luis Lucas Peña Gómez (* 1929), kubanischer Geistlicher, Bischof von Holguín
- Héctor Rodríguez Peña (* 1968), uruguayischer Fußballspieler
- Horacio de la Peña (* 1966), argentinischer Tennisspieler

### I
- Iñaki Peña (* 1999), spanischer Fußballspieler
- Iván de la Peña (* 1976), spanischer Fußballspieler

### J
- Javier Peña (* 1958), US-amerikanischer Agent der Drug Enforcement Administration (DEA)
- Jesús David Peña (* 2000), kolumbianischer Radrennfahrer
- Joan Peña (* 1987), dominikanischer Fußballspieler
- José Peña (Musiker) (1935–2009), spanischer Komponist und Gitarrist
- José Peña (Leichtathlet) (* 1987), venezolanischer Hindernisläufer
- José Amador Velasco y Peña (1856–1949), mexikanischer Geistlicher, Bischof von Colima
- José Enrique Peña (* 1963), uruguayischer Fußballspieler
- José Flober Peña (* 1974), kolumbianischer Radrennfahrer
- José Francisco Peña Gómez (1937–1998), dominikanischer Politiker
- José Luis Gayá Peña (* 1995), spanischer Fußballspieler, siehe José Gayà
- Juan Peña (Fußballspieler, 1882) (1882–1964), uruguayischer Fußballspieler
- Juan Peña (Diplomat), argentinischer Diplomat
- Juan Peña Fernández, eigentlicher Name von El Lebrijano (1941–2016), spanischer Flamencomusiker
- Juan Alberto Peña Lebrón (* 1930), dominikanischer Lyriker und Jurist
- Juan Manuel Peña (* 1973), bolivianischer Fußballspieler
- Juan Muñoz de la Peña Morales (* 1996), spanischer Handballspieler
- Juan de Dios Peña Rojas (* 1967), venezolanischer Geistlicher, Bischof von El Vigía-San Carlos del Zulia

- Julio Peña (Schauspieler) (Julio Peña Muñoz; 1912–1972), spanischer Schauspieler
- Julio Peña Fernández (* 2000), spanischer Schauspieler
- Julio Peña Heredia (1918–1962), spanischer Filmeditor
- Julio Peña Muñoz (Filmeditor) (* 1948), spanischer Filmeditor
- Julio Roberte Peña (* 1931), kolumbianischer Filmemacher

### L
- Lito Peña (1921–2002), puerto-ricanischer Saxophonist, Bandleader, Komponist und Arrangeur
- Luis Peña (1918–1977), spanischer Schauspieler
- Luis Felipe Peña (* 1972), mexikanischer Fußballspieler
- Luis Sáenz Peña (1822–1907), argentinischer Jurist und Politiker

### M
- Manuel de la Peña y Peña (1789–1850), mexikanischer Jurist und Politiker
- María del Pilar Peña (* 1986), spanische Wasserballspielerin
- Manuel Peña López (* 1998), argentinischer Tennisspieler
- Mario Peña (1952–2008), peruanischer Politiker
- Martín Peña (Fußballspieler) (* 1965), mexikanischer Fußballspieler
- Matt de la Peña, US-amerikanischer Kinder- und Jugendbuchautor
- Mauricio Peña (1959–2010), mexikanischer Fußballspieler
- Michael Peña (* 1976), US-amerikanischer Schauspieler
- Miles Peña, kubanischer Musiker

### N
- Nancy Peña (Comicautorin) (* 1979), französische Comicautorin und Illustratorin
- Nancy Peña (Handballspielerin) (Nancy Mileidy Peña Rodríguez; * 1982), dominikanische Handball- und Beachhandballspielerin
- Narcisso Virgilio Díaz de la Peña (1807–1876), französischer Maler

### P
- Paco Peña (* 1942), spanischer Gitarrist
- Papi Peña (Rafael Luis Peña Rivera; 1947–2010), dominikanischer Künstler
- Patricia Carolina Caballero Peña (* 1984), paraguayische Beachvolleyballspielerin
- Pedro Peña (1925–2014), spanischer Schauspieler

### R
- Ralph Peña (1927–1969), US-amerikanischer Jazz-Bassist
- Raymundo Joseph Peña (1934–2021), US-amerikanischer Geistlicher, Bischof von Brownsville
- Renee Tajima-Peña (* 1958), US-amerikanische Dokumentarfilmregisseurin und -produzentin, Drehbuchautorin und Hochschullehrerin
- Ricardo Peña (Fußballspieler, 1992) (* 1992), mexikanischer Fußballspieler
- Ricardo Peña (Radsportler) (* 2001), mexikanischer Radrennfahrer
- Ricardo Peña (Fußballspieler, 2004) (* 2004), costa-ricanischer Fußballspieler
- Román Peña (1920–2003), dominikanischer Komponist, Geiger und Gitarrist
- Roque Sáenz Peña (1851–1914), argentinischer Jurist und Politiker
- Rubén Peña (* 1991), spanischer Fußballspieler

### S
- Santiago Peña (* 1978), paraguayischer Ökonom und Politiker
- Sergio Peña (* 1995), peruanisch-spanischer Fußballspieler
- Stella Hartinger Peña (* 1980), peruanische Forscherin und Epidemiologin

### V
- Vicente Ramón Hernández Peña (1935–2018), venezolanischer Geistlicher, Bischof von Trujillo
- Vicky Peña (* 1954), spanische Schauspielerin
- Víctor Peña (Segler), uruguayischer Segler
- Victor de la Peña Pérez (1933–2015), spanischer Ordensgeistlicher, Apostolischer Vikar von Requena
- Víctor Hugo Peña (* 1974), kolumbianischer Radrennfahrer
- Virgilio Peña (1914–2016), spanischer Bürgerkriegsveteran

### Z
- Zayda Peña Arjona (1979–2007), mexikanische Sängerin